# Пашвянскас, Альбинас Антано
Альбинас Антано Пашвянскас — советский литовский хозяйственный деятель, Герой Социалистического Труда.

## Биография
Родился в 1930 году в селе Варкаль. Член КПСС.
В 1949—1990 — сеточник, сушильщик, помощник машиниста, машинист бумагоделательной машины бумажной фабрики имени Ю. Яниса Министерства целлюлозно-бумажной промышленности СССР в городе Каунас Литовской ССР.
Указом Президиума Верховного Совета СССР от 20 апреля 1971 года присвоено звание Героя Социалистического Труда с вручением ордена Ленина и золотой медали «Серп и Молот».
Умер в 2007 году в Каунасе.

## Награды и звания
- Герой Социалистического Труда (20.04.1971)
- Орден Ленина (20.04.1971)
- Орден Дружбы народов (1981)
- Орден Знак Почёта (1961)